# Wolsztyn (gmina)
Wolsztyn est une gmina mixte du powiat de Wolsztyn, Grande-Pologne, dans le centre-ouest de la Pologne. Son siège est la ville de Wolsztyn, qui se situe environ 63 km au sud-ouest de la capitale régionale Poznań.
La gmina couvre une superficie de 249,64 km2 pour une population de 30 330 habitants en 2011.

## Géographie

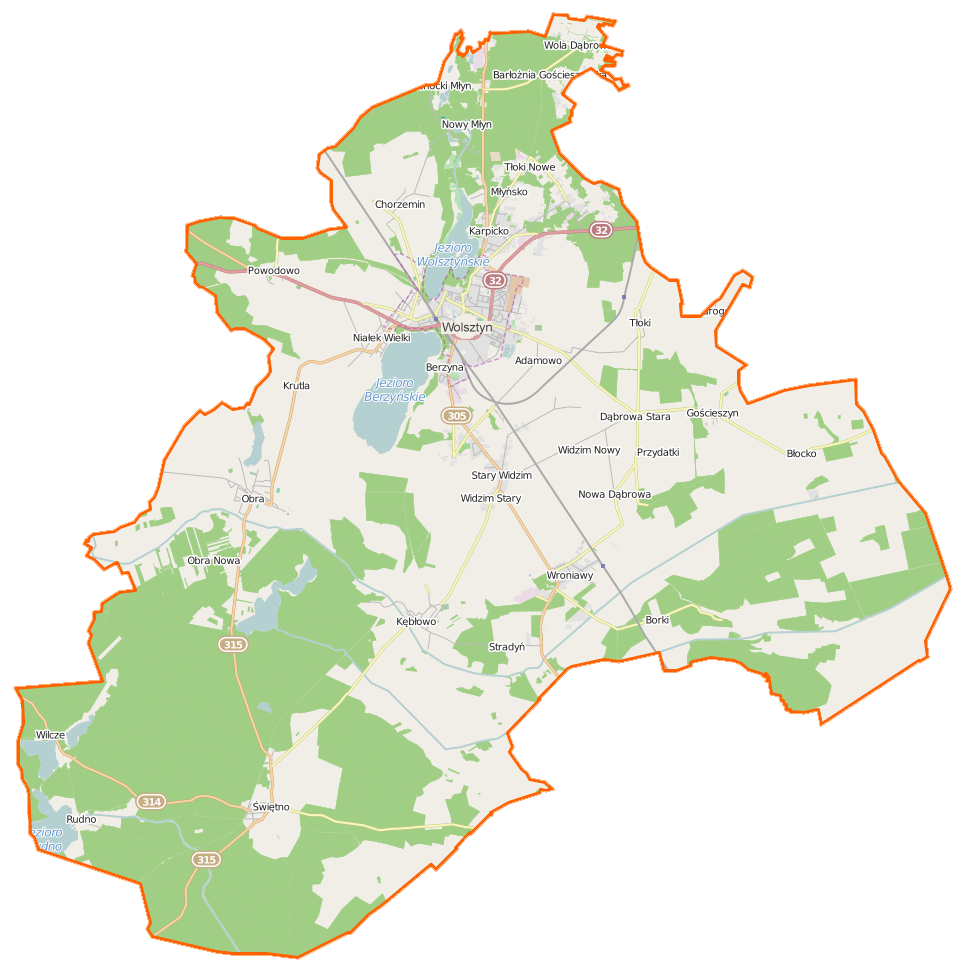
Plan de la gmina.

Outre la ville de Wolsztyn, la gmina inclut les villages de :
- Adamowo
- Barłożnia Gościeszyńska
- Berzyna
- Błocko
- Chorzemin
- Gościeszyn
- Karpicko
- Kębłowo
- Niałek Wielki
- Nowa Dąbrowa
- Nowa Obra
- Nowe Tłoki
- Nowy Widzim
- Obra
- Powodowo
- Rudno
- Stara Dąbrowa
- Stary Widzim
- Stradyń
- Świętno
- Tłoki
- Wilcze
- Wroniawy

### Gminy voisines
La gmina de Wolsztyn est bordée des gminy de :
- Kargowa
- Kolsko
- Przemęt
- Rakoniewice
- Siedlec
- Sława

## Structure du terrain
D'après les données de 2002, la superficie de la commune de Wolsztyn est de 249,64 km², répartis comme tel :
- terres agricoles : 51%
- forêts : 37%

La commune représente 36,71% de la superficie du powiat.

## Démographie
Données du 30 juin 2004 :
| Description        | Total  | Total | Femmes | Femmes | Hommes | Hommes |
| ------------------ | ------ | ----- | ------ | ------ | ------ | ------ |
| Unité              | Nombre | %     | Nombre | %      | Nombre | %      |
| population         | 29 086 | 100   | 14 789 | 50,8   | 14 297 | 49,2   |
| Densité (hab./km²) | 116,5  | 116,5 | 59,2   | 59,2   | 57,3   | 57,3   |